# Wereldkampioenschappen schermen 2007
De 55ste wereldkampioenschappen schermen werden gehouden in Sint-Petersburg, Rusland in 2007. De organisatie lag in de handen van de FIE.

## Resultaten

### Mannen
| Discipline         | Goud                                                             | Goud | Zilver                                                              | Zilver | Brons                                                          | Brons   |
| ------------------ | ---------------------------------------------------------------- | ---- | ------------------------------------------------------------------- | ------ | -------------------------------------------------------------- | ------- |
| Floret individueel | Peter Joppich                                                    | GER  | Andrea Baldini                                                      | ITA    | Benjamin Kleibrink Lei Sheng                                   | GER CHN |
| Degen individueel  | Krisztián Kulcsár                                                | HUN  | Érik Boisse                                                         | FRA    | Diego Confalonieri Jérôme Jeannet                              | ITA FRA |
| Sabel individueel  | Stanislav Pozdnjakov                                             | RUS  | Aldo Montano                                                        | ITA    | Nicolas Limbach Oh Eun-seok                                    | GER KOR |
| Floret ploegen     | Nicolas Beaudan Brice Guyart Erwann Le Péchoux Marcel Marcilloux | FRA  | Dominik Behr Peter Joppich Benjamin Kleibrink Christian Schlechtweg | GER    | Choi Byung-chul Jung Chang-yong Park Hee-kyung Son Young-ki    | KOR     |
| Degen ploegen      | Érik Boisse Fabrice Jeannet Jérôme Jeannet Ulrich Robeiri        | FRA  | Stefano Carozzo Diego Confalonieri Alfredo Rota Matteo Tagliariol   | ITA    | Gábor Boczkó Géza Imre Iván Kovács Krisztián Kulcsár           | HUN     |
| Sabel ploegen      | Tamás Decsi Balázs Lontay Zsolt Nemcsik Áron Szilágyi            | HUN  | Vincent Anstett Nicolas Lopez Julien Pillet Boris Sanson            | FRA    | Aldo Montano Diego Occhiuzzi Giampiero Pastore Luigi Tarantino | ITA     |

### Vrouwen
| Discipline         | Goud                                                                            | Goud | Zilver                                                              | Zilver | Brons                                                                        | Brons   |
| ------------------ | ------------------------------------------------------------------------------- | ---- | ------------------------------------------------------------------- | ------ | ---------------------------------------------------------------------------- | ------- |
| Floret individueel | Valentina Vezzali                                                               | ITA  | Margherita Granbassi                                                | ITA    | Giovanna Trillini Aida Mohamed                                               | ITA HUN |
| Degen individueel  | Britta Heidemann                                                                | GER  | Li Na                                                               | CHN    | Irina Embrich Maureen Nisima                                                 | EST FRA |
| Sabel individueel  | Jelena Netsjajeva                                                               | RUS  | Tan Xue                                                             | CHN    | Bogna Jóźwiak Gioia Marzocca                                                 | POL ITA |
| Floret ploegen     | Sylwia Gruchała Katarzyna Kryczało Magdalena Mroczkiewicz Małgorzata Wojtkowiak | POL  | Aida Sjanajeva Joelia Chakimova Jevgenia Lamonova Jana Roezavina    | RUS    | Kanae Ikehata Maki Kawanishi Yoko Makishita Chieko Sugawara                  | JPN     |
| Degen ploegen      | Audrey Descouts Laura Flessel-Colovic Hajnalka Kiraly-Picot Maureen Nisima      | FRA  | Tatjana Logoenova Ljoebov Sjoetova Anna Sivkova Jevgenia Stroganova | RUS    | Claudia Bokel Imke Duplitzer Britta Heidemann Marijana Markovic              | GER     |
| Sabel ploegen      | Cécile Argiolas Léonore Perrus Anne-Lise Touya Carole Vergne                    | FRA  | Olga Charlan Olena Chomrova Nina Kozlova Halvna Poendyk             | UKR    | Jekaterina Fjodorkina Svetlana Kormilitsyna Jelena Netsjajeva Sofja Velikaja | RUS     |

## Medaillespiegel
| Plaats | Land       | Goud | Zilver | Brons | Totaal |
| 1      | Frankrijk  | 4    | 2      | 2     | 8      |
| 2      | Rusland    | 2    | 2      | 1     | 5      |
| 3      | Duitsland  | 2    | 1      | 3     | 6      |
| 4      | Hongarije  | 2    | 0      | 2     | 4      |
| 5      | Italië     | 1    | 4      | 4     | 9      |
| 6      | Polen      | 1    | 0      | 1     | 2      |
| 7      | China      | 0    | 2      | 1     | 3      |
| 8      | Oekraïne   | 0    | 1      | 0     | 1      |
| 9      | Zuid-Korea | 0    | 0      | 2     | 2      |
| 10     | Estland    | 0    | 0      | 1     | 1      |
| 10     | Japan      | 0    | 0      | 1     | 1      |
| Totaal | Totaal     | 12   | 12     | 18    | 42     |

1937 · 1938 · 1947 · 1948 · 1949 · 1950 · 1951 · 1952 · 1953 · 1954 · 1955 · 1956 · 1957 · 1958 · 1959 · 1961 · 1962 · 1963 · 1965 · 1966 · 1967 · 1969 · 1970 · 1971 · 1973 · 1974 · 1975 · 1977 · 1978 · 1979 · 1981 · 1982 · 1983 · 1985 · 1986 · 1987 · 1988 · 1989 · 1990 · 1991 · 1992 · 1993 · 1994 · 1995 · 1997 · 1998 · 1999 · 2000 · 2001 · 2002 · 2003 · 2004 · 2005 · 2006 · 2007 · 2008 · 2009 · 2010 · 2011 · 2012 · 2013 · 2014 · 2015 · 2016 · 2017 · 2018 · 2019 · 2022 · 2023